# Markel Susaeta
Markel Susaeta Laskurain (født 14. december 1987 i Éibar, Spanien) er en spansk fodboldspiller, der spiller som offensiv midtbanespiller hos La Liga-klubben Athletic Bilbao. Han har spillet for klubben siden 2006, samt langt størstedelen af sin ungdomskarriere. Hans første år som seniorspiller blev tilbragt i Athletics satellitklub CD Baskonia.

## Landshold
Den 9. november 2012, efter en række gode præsentationer, blev Susaeta kaldt op til det spanske landshold for første gang af manager Vicente del Bosque til et venskabskamp mod Panama og scorede det sidste mål i 5-1 sejren i Panama City.